# سارة عبد العزيز (إعلامية)
سارة عبد العزيز إعلامية سعودية حاصلة على بكالوريوس في العلوم السياسية والإتصال.

## مشوارها
ولدت في مدينة الرياض، ودرست علوم سياسية واتصال. عملت في بدايتها في قسم العلاقات والإتصال في شركة المملكة القابضة، وبعد ذلك إنتقلت إلى دبي للعمل في مجموعة مركز تلفزيون الشرق الأوسط وهي الآن مقدمة برامج في قناة إس بي سي.